# Yuliya Golubchikova
Yuliya Golubchikova, née le 27 mars 1983 à Moscou, est une athlète russe pratiquant le saut à la perche. 
Le 17 août 2009, elle se blesse à la cuisse lors de l'échauffement, juste avant la finale des Championnats du monde d'athlétisme 2009.

## Palmarès

### Championnats du monde
- Championnats du monde d'athlétisme 2007 à Osaka :
  - 6e en finale avec 4,65 m

### Jeux olympiques
- Jeux olympiques de 2008 à Pékin :
  - 4e en finale avec 4,75 m

### Championnats d'Europe en salle
- Championnats d'Europe d'athlétisme en salle 2007 à Birmingham :
  -  Médaille d'argent du saut à la perche avec 4,71 m
- Championnats d'Europe d'athlétisme en salle 2009 à Turin :
  -  Médaille d'or du saut à la perche avec 4,75 m

### Championnats du monde juniors
- Championnats du monde junior d'athlétisme 2002 à Kingston :
  -  Médaille d'argent du saut à la perche avec 4,30 m

## Records
Son record personnel culmine à 4,75 m en salle et en extérieur.